# Рогозянка (річка)
Рогозя́нка — річка в Україні, у межах Золочівської селищної громади Богодухівського району Харківської області. Права притока Уди (басейн Дону).

## Опис
Довжина річки 25 км, площа басейну 164 км². Долина трапецієподібна, завширшки до 1 км. Річище помірно звивисте, завглибшки 0,5—1 м. Похил річки 1,9 м/км. Споруджено водосховище і кілька ставків.

## Розташування
Рогозянка бере початок на північ від села Цапівки. Спочатку тече переважно на південь, нижче села Гуринівки поступово повертає на схід. Впадає до Уди на захід від села Першотравневого. 
Населені пункти вздовж берегової лінії: Цапівка, Велика Рогозянка, Гуринівка, Перемога, Вільшанське, Мала Рогозянка.  
У верхів'ях річки розташований Рогозянський гідрологічний заказник.

## Притоки

### Праві
- Шевралів - яр, впадає на північній околиці села Цапівка[2]
- Бабаковий - яр, впадає на північній околиці села Цапівка[3]
- Гнилий - яр, впадає у селі Цапівка[4]
- Ясенків - яр, впадає у південній частині села Цапівка[5]
- Полковниця - балка, впадає на південній околиці села Велика Рогозянка[6]
- Пурів - яр, впадає між селами Велика Рогозянка і Гуринівка[7]
- Кадниця
- Попарний - яр, впадає південніше села Гуринівка[8]
- Клюсів - яр, впадає біля села Перемога, у ХІХ ст. біля витоку існував хутір Клюсів[9]

### Ліві
- Бистрикова - балка, впадає у селі Цапівка[10]
- Сухий - яр, впадає на південній околиці села Гуринівка[11]
  - Стінка - яр, ліва притока Сухого[12]